# Българска телеграфна агенция
Българската телеграфна агенция (съкратено БТА) е националната информационна агенция на Република България и наред с БНТ и БНР е сред държавните медии под обществен контрол. Създадена е през 1898 г. В днешно време „телеграфното“ в наименованието на агенцията е съблюдаване на именната традиция. Днес БТА достига до своите читатели чрез интернет. Законът възлага на БТА да защитава и популяризира книжовния български език, националните традиции и култура. Агенцията осигурява информация за живота на българите, живеещи извън границите на Република България, и ги осведомява за събитията в страната.
БТА е член на Европейският алианс на информационните агенции (ЕАНА) и на регистрираната в България – Асоциация на балканските информационни агенции и югоизточна Европа (ABNAse), които приемат само една информационна агенция от държава.

## История
БТА е създадена през 1898 г. с указ на княз Фердинанд I по време на правителството на Константин Стоилов. Агенцията е създадена по модела на руската Петербургска телеграфна агенция. За разлика от повечето информационни агенции по това време, които са частни, БТА има статут на особена служба към Министерството на външните работи и изповеданията (МВРИ). В ранните години нейната цел е да предоставя на българските медии актуална информация за вътрешните и международните събития. Основната част от публикуваните материали са сведения за живота в европейските владетелски дворове и криминалната хроника, както и търговски и борсови съобщения. Освен това агенцията предоставя информация за събитията в страната на чуждестранни телеграфни агенции.
Дейността на БТА се разширява чувствително по време на Балканските войни, когато по света нараства интересът към събитията на Балканите. През 1913 г. агенцията е преобразувана в отделение към новосъздадената Дирекция на печата към МВРИ. БТА продължава да се разраства и след войните, като през 1922 г. вече има 13 щатни и 25 извънщатни сътрудници.
След прокомунистическия Деветосептемврийски преврат от 1944 г. ръководството на агенцията е сменено. Дирекцията на печата е подчинена на Министерството на пропагандата, но БТА остава в рамките на МВРИ. През 1951 г. двете служби са обединени под името БТА и са пряко подчинени на Министерския съвет. През 1958 г. от БТА се отделя Издателство на чужди езици, което през 1967 г. е преобразувано в агенция София-прес. През 50-те години служителите на агенцията бързо нарастват и от 77 през 1944 г. (за цялата Дирекция по печата) през 1958 г. те са вече 325 души.
През годините БТА отразява позициите на българската държава. За първи път в началото на демократичните промени през февруари 1990 г. отпадат ограниченията при търсенето, писането и превода и публикуването на новини, прекратява се издаването на поверителни бюлетини с ограничен тираж, продължило над 90 години. Според заключителните разпоредби на Конституцията от 1990 г. през 1994 г. е подготвен и на 29 юни XXXVI Народно събрание приема Статут на БТА, в който се дава срок да бъде внесен проект на Закон за БТА. Проектът е написан и внесен в парламента през 2000 г., но не е подложен на разисквания. Без възражения той е приет през декември 2011 г.
След 2021 г., когато Народното събрание прави достъпът до новините на БТА със свободен достъп, националната информационна агенция урежда нови договори с глобалните агенции Асошиейтед Прес, Ройтерс, Агенция Франс Прес, Deutsche Presse-Agentur, ТАСС, от които купува информация, а това дава възможност на всички български медии безвъзмездно да публикуват подбрани и преведени на български език техни новини.
След подписания договор на българските медии се дава възможност да използват безвъзмездно и новини от 40 национални агенции от 4 континента, с които БТА има споразумения за сътрудничество. Договори за всекидневен безвъзмезден обмен на новини БТА има с националните новинарски агенции на Австрия, Азербайджан, Албания, Алжир, Аржентина, Армения, Белгия, Босна и Херцеговина, Виетнам, Гана, Гърция, Израел, Индия, Иран, Испания, Италия, Йемен, Камбоджа, Кипър, Косово, Кот д'Ивоар, Латвия, Либерия, Ливан, Молдова, Монголия, Нигерия, Нидерландия, Обединените арабски емирства, Полша, Румъния, Северна Македония, Саудитска Арабия, Сенегал, Словакия, Турция, Украйна, Филипините, Хърватия, Черна гора.
Със Закона за изменение и допълнение на Закона за БТА (обн. „Държавен вестник“, бр. 20 от 9 март 2021 г.) Народното събрание предвижда националната информационна агенция да осигурява безвъзмездното разпространение на съобщения от значително по-широк кръг лица и свободен безвъзмезден достъп за всички до нейните собствени информационни продукти. До приемането на този закон институции и лица (с тесен кръг изключения) са плащали на БТА за разпространяване на информация от тях, въпреки че е в обществена полза и без търговски характер. В продължение на 123 години право на безплатен достъп до информационните продукти на БТА са имали ограничен кръг лица.
По повод 125-годишнината на БТА през 2023 г. агенцията подготвя и Издателството на БАН „Проф. Марин Дринов“ издава три книги: „История на БТА 1898–2023“, „Лични свидетелства“ и „Истинските новини“.

## Генерални директори
Генерални директори на БТА през годините:
- 1 февруари 1898 – 23 юни 1898: Оскар Искандер (неизв. – 1908)
- 1899 – 1902: Антон Николов Делев (1859 – 1902)
- 1901 – 1903: Велчо Тодоров Велчев (1867 – 1957)
- 1903 – 1907: Харитон Иванов Генадиев (1861 – 1914)
- 1908, 1913 – 1918: Йосиф Яков Хербст (1875 – 1925). Уволнен е през 1918 по нареждане на цар Фердинанд. Арестуван е през 1925, след което се води „безследно изчезнал“.
- 1918 – 1919: Никола Илиев Милев
- 1919 – 1920: Петко Стоянов Стайнов (1890 – 1972)
- 1921 – 1923: Иван Радков Радославов (1881 – 1969)
- 1923 – 1924: Тодор Кирилов Павлов (1890 – 1948)
- 1924 – 1933: Иван Владимиров Попов (1890 – 1944)
- 1933 – 1934: Тодор Петров Христов (1890 – 1940)
- 19 февруари 1935 – 31 декември 1935: Димитър Анастасов Наумов (1893 – 1971)
- 1936 – 1938: Никола Марков Балабанов (1886 – 1970). През 1923 – 1930 г. е представител на правителството при Итало-българския арбитражен съд в Рим. След 1945 г. емигрира в САЩ.
- 1938 – 1940 и 1943 – 1944: Георги Константинов Серафимов (1890 – неизв.)
- 1940 – 1941: Йордан Стоименов Мечкаров (1891 – 1954)
- 1941 – 1943: Александър Найденов Николаев (1896 – 1961). Лекар рентгенолог с медицинско образование. Работил е Александровска болница и Софийската първостепенна болница.
- 1944 – 1945: Сава Цолов Гановски (1897 – 1993). Философ и преподавател в Московския университет. Председател на Комитета за наука, изкуство и култура.
- 1945 – 1949: Владимир Евтимов Топенчаров (1905 – 1997). През 1936 г. емигрира във Франция, участва в Гражданската война в Испания. Председател на СБЖ.
- 1950 – 1952: Енчо Стайков Стайков (1901 – 1975)
- 1951 – 1955: Илия Павлов Кюльовски (1912 – 2002)
- 1955 – 1962: Елена Генчева Гаврилова (1915 – 2000). Първата и единствената жена – Генерален директор на БТА.
- 1962 – 1981: Лозан Стрелков (Лозан Иванов Богданов) (1912 – 1981). Генерален Директор на БТА почти 20 години – единствения генерален директор на агенцията с подобен стаж.
- 1981 – 1990: Боян Георгиев Трайков (1932 – 2014). Бил е генерален директор на БНР и председател на СБЖ.
- и.д. през март – декември 1990: Георги Тодоров Груев (1933 – 2015). Работи в БТА в периода от 1961 до 1991 г., след което напуска. Заемал е длъжностите редактор, завеждащ отдел, заместник главен директор и др.
- 1990 – 1993: Иво Любомиров Инджев (р. 1955)
- 1994 – 1995: Стефан Симеонов Господинов (1936 – 1995)
- и.д. през юни 1995 г.: Николай Трендафилов
- 1995 – 1997: Милен Атанасов Вълков (1953 – 2011)[9]
- 1997 – 2002: Панайот Владимиров Денев (р. 1945)
- 2002 – 2003: Стоян Петров Чешмеджиев (1950 – 2012)[10]
- 2003 – 2020: Максим Христов Минчев (1953 – 2020)
- от 2021 г.: Кирил Александров  Вълчев (р. 1973)[11]

## Принципи
Принципите в дейността на БТА, които агенцията посочва в своя сайт са:
- независимост, обективност и добросъвестност;
- свободно търсене, получаване и бързо разпространяване на пълна, точна, безпристрастна, достоверна и навременна информация;
- запазване на тайната за източника на информацията;
- гарантиране на основните права, свободи и личната неприкосновеност на гражданите при разпространяване на информацията;
- недопускане на разпространяване на информационни продукти, в които се пропагандира или възхвалява война, насилие, жестокост, политическа, етническа или религиозна нетърпимост;
- равнопоставеност на достъпа до информация;
- разграничаване на информацията от коментара;
- осигурено право на отговор на засегнатите в разпространени от БТА съобщения.

## Пресклубове

### България
- София, бул. „Цариградско шосе“ 49
- Велико Търново, ул. „Христо Ботев“ 2, ет. 3 (открит на 3 октомври 2003 г.)
- Хасково, ул. „Цар Освободител“ № 4 (открит на 8 септември 2004 г.)
- Видин, ул. „Дунавска“ № 6 (открит на 19 септември 2004 г.)
- Пловдив, бул. „6-ти Септември“ № 140 (открит на 19 ноември 2004 г.)
- Пазарджик, ул. „Екзарх Йосиф“ № 2 (открит на 24 октомври 2005 г.)
- Стара Загора, бул. „Цар Симеон Велики“ № 108 (открит на 5 октомври 2007 г.)
- Шумен, бул. „Славянски“ № 30 (открит на 15 септември 2011 г.)
- Сливен, ул. „Димитър Добрович“ № 3 (открит на 12 април 2013 г.)
- Плевен, ул. „Димитър Константинов“ № 23 (открит на 16 април 2013 г.)[12]
- Кюстендил, ул. „Генерал Крум Лекарски“ № 3 (открит на 3 април 2014 г.)[13]
- Враца, ул. „Петропавловска“ № 46 (открит на 26 октомври 2016 г.)[14]
- Ловеч, ул. „Търговска“ № 43, етаж 12, офис 1203 (открит на 11 май 2021 г.)[15]
- Варна, ул. „Плиска“ № 13, ет. 1 (открит на 15 август 2021 г.)[16]
- Добрич, ул. „Независимост“ № 7, ет. 1 (открит на 25 септември 2021 г.)
- Русе, ул. „Райко Даскалов“ № 2 (открит на 3 октомври 2021 г.)
- Бургас, ул. „Митрополит Симеон“ № 14 (открит на 6 декември 2021 г.)
- Благоевград, ул. „Григор Пърличев“ № 28 (открит на 12 февруари 2022 г.)[17]
- Търговище, ул. „Стефан Караджа“ № 2 (открит на 14 май 2022 г.)[18]
- Казанлък, ул. „Искра“ № 4 (открит на 4 юни 2022 г.)[19]
- Ямбол, ул. „Цар Иван Александър“ № 7 (открит на 13 юни 2022 г.)
- Габрово, ул. „Опълченска“ № 11 (открит на 31 октомври 2022 г.)[20]
- Силистра, ул. „Христо Смирненски“ 2 (открит на 20 ноември 2022 г.)[21]
- Кърджали, бул. „България“ № 61 (открит на 17 януари 2023 г.)[22]
- Самоков, пл. „Захарий Зограф“ 1, ет. 2, офис 6 (открит на 2 февруари 2023 г.)[23]
- Свищов, ул. „Цар Освободител“ № 74А (открит на 27 юни 2023 г.)[24]
- Смолян, пл. „Свобода“ № 1 (открит на 13 юли 2023 г.)[25]

### Извън България
- Босилеград, ул. „Добродолски поток“ н.н. (открит на 12 декември 2015 г.)[26]
- Тараклия, ул. „Щефанчел Маре“ № 36 (открит на 9 октомври 2017 г.)[27]
- Скопие, ул. „Никола Вапцаров“ № 2 (открит на 4 февруари 2022 г.)[28]
- Букурещ (открит на 28 октомври 2022 г.)[29]
- Анкара, бул. „Ататюрк“ № 199Е (открит на 2 февруари 2023 г.)[30]
- Одеса, ул. „Вицеадмирал Жуков“ № 2 (открит на 24 юни 2023 г.)[31]